# Alejandra Zavala
Alejandra Zavala Vázquez (Guadalajara, 16 de junio de 1984) es una deportista mexicana de la especialidad de tiro olímpico. Participó en la competición de pistola de aire a 10 metros de los Juegos Olímpicos de Londres 2012 —finalizando en el lugar dieciocho— y de Río de Janeiro 2016, donde acabó en cuarto lugar, a dos décimas de obtener la primera medalla para México en los Juegos. Ganó la medalla de bronce de ese evento en los Juegos Panamericanos de 2015. Además, ha ganado diversas medallas en los Juegos Centroamericanos y del Caribe. En la Copa del Mundo de Tiro Deportivo ganó la medalla de bronce en Bakú 2016 y medalla de oro en la final de la Copa del Mundo en Bolonia,Italia 2016.

## Trayectoria
El desempeño de la atleta olímpica representativa mexicana Alejandra Zavala Vazquez es impresionante y ha hecho tanto por el país de México, que es necesario hablar de todos y cada uno de sus logros, que se enumeran a continuación, dicha trayectoria se mostrará a continuación.

### Pistola de aire10m(AP40 + AP60)

#### Juegos Olímpicos
Río de Janeiro 2016 4.º Lugar
Londres 2012 19.º Lugar

#### Campeonato Mundial
Granada 2014 10.º Lugar
Munich 2010 78.º Lugar
Zagreb 2006 45.º Lugar

#### Final de Copa del Mundo
Nueva Delhi 2017 4.º Lugar
Bologna 2016  1.º Lugar
Munich 2015 10.º Lugar
Gabala 2014  1.º Lugar
Munich 2013 8.º Lugar

#### Copa del Mundo
Gabala 2017  3.º Lugar
Bakú 2016  3.º Lugar
Múnich 2014  3.º Lugar
Granada 2013  1.º Lugar

#### Campeonato de las Américas
Guadalajara 2014  2.º Lugar
Río de Janeiro 2010  2.º Lugar
Salinas 2005 4.º Lugar

#### Juegos Panamericanos
Toronto 2015  2.º Lugar
Guadalajara 2011 5.º Lugar
Río de Janeiro 2007 19.º Lugar

### Pistola Deportiva25m(SP)

#### Campeonato Mundial
Granada 2014 81.ª

#### Copa del Mundo
Guadalajara 2018 9.º Lugar
Fort Benning 2018 20.º Lugar

#### Juegos Panamericanos
Lima 2019 5.º Lugar
Enlace para acceso al ranking.